# اسپاسک-دالنیی
شهر اسپاسک-دالنی (به روسی: Спасск-Дальний) در کشور روسیه و در کرای پریمورسکی واقع شده‌است.